# 이안 (신비아파트)
이안은 신비아파트 시리즈에 등장하는 뱀파이어 캐릭터로, 흡혈을 거부하고 인간들과 친하게 대하려는 성격을 가지고 있으며 비 내리는 길가에서 가은이를 만나 호감을 가지게 되었다.

## 캐릭터 소개
신비아파트에 등장하는 뱀파이어 캐릭터이다.

## 작중 행적

### 신비아파트: 고스트볼의 비밀
10화에서 첫 등장. 비 내리는 날에 가은이에게 우산을 건네면서 처음 등장하게 되었다.
19화에서 요아힘에게 잡히고 가은이의 피를 먹고 요아힘과 싸워 이겼다.
21화에 지하국대적 부하들에게 잡힌 가은이를 구하려 나타난다.

### 신비아파트: 고스트볼X의 탄생
18화에서 다시 재등장해  가은이와 재회하지만, 강림, 리온과 싸우게 되었으며, 가은이 하리와 함께 등장하였을 때 가은이의 피를 수혈하면서 회복하게 되었고, 강림, 리온과의 합동 공격으로 우사첩을 물리치게 되었다.

### 신비아파트 고스트볼 더블X
19화에 정식으로 재등장해 하리일행을 도와준다.
20화에서 하리일행과 추파카브라랑 싸우다 가은이가 잡혀가자 구해주다가 추파카브라가 등을 독침으로 찌르지만  피를 수혈받아 시온을 물리친다. 그리고 적슬렌더가 최후의 공격으로 시온을 소멸시킨다.

## 다른 캐릭터들과의 관계

### 가은
좋아하고 지켜주고 싶은 여자친구.

### 최강림,리온
라이벌이자 친구.

## 같이 보기
- 이가은
- 최강림
- 리온